# Torpavallen
Torpavallen var en idrottsanläggning som låg i östra delen av Göteborg i stadsdelen Sävenäs. Det var Qviding FIF:s hemmaplan. Torpavallen bestod av två grusplaner och en gräsplan med läktare.
En ny anläggning för Qviding FIF har uppförts i Härlanda park.[när?] På de gamla planerna finns numera Torpavallens handelsplats.